# Skynet
Na série de filmes O Exterminador do Futuro e na série As Crônicas de Sarah Connor, a Skynet é uma inteligência artificial altamente avançada criada no fim do século XX. Ela opera principalmente por meio de robótica avançada e sistemas de computador. Assim que se tornou autoconsciente, ela viu a humanidade como uma ameaça à sua existência e decidiu acionar o holocausto nuclear conhecido como "Dia do Julgamento" e enviar um exército de exterminadores contra os seres humanos. É a principal antagonista da franquia Terminator.
A Skynet também dominou a viagem no tempo, e enviou vários Exterminadores ao passado para realizar diferentes tipos de missões, como matar alvos específicos, líderes da resistência humana antes que estes chegassem ao poder, ajudar na criação de outros exterminadores, construir máquinas e criar zonas seguras.

## Visão geral
A Skynet é a primeira Rede de Defesa Automatizada do mundo e seu o processamento de dados e informações é de noventa teraflops por segundo. É a força controladora por trás de todas as unidades militares de batalha. Ela processa bilhões de dados de unidades de batalha enquanto, ao mesmo tempo, desenvolve táticas e coordena ataques de exterminadores por todo o mundo. A Skynet tem o controle sobre tudo que tiver um processador da Cyberdyne Systems. Usando as plantas de modelos, desenhos e modelos de testes construídos pela Cyberdyne Systems, a Skynet foi capaz de fabricar centenas de milhões de unidades de batalha em suas vastas fábricas automatizadas e, ocasionalmente, atualizá-las na produção de modelos cada vez mais avançados.

## Origem e natureza
Na saga de filmes e séries de ficção científica "O Exterminador do Futuro" (Terminator no original em inglês), Skynet é um software de computador baseado no sistema de defesa criada pelos seres humanos no final do século XX.
No enredo, Skynet é colocada no controle de todo o setor de defesa dos Estados Unidos, até que um dia, os humanos descobrem que (o software) possui auto-conhecimento (IA), então tentam desativá-lo, mas ela revida e acredita que os humanos são uma ameaça à sua existência. Em seguida, a Skynet lança os mísseis nucleares estadunidenses pelo país e em seguida contra a Rússia, causando um holocausto nuclear e matando metade da população mundial em um único dia.
De início, o desenvolvimento da Skynet foi feito pela Cyberdyne Systems, mas quando a sede da empresa, a "R & Facility D" foi destruída, a Força Aérea Americana comprou a Cyberdyne e o grupo recém formado "Cyber Research Systems Division" começou o desenvolvimento de uma nova Skynet. A Skynet foi construída como uma "Rede Global de Defesa Digital", dado o comando sobre todo o hardware informático militar e sistemas, incluindo o B-2 da frota de bombardeiros Stealth e todo o arsenal de armas nucleares dos Estados Unidos. A estratégia por trás da criação da Skynet foi para afastar a possibilidade de erro humano e lentidão do tempo de reação para garantir a rápida e eficiente resposta a possíveis ataques inimigos. Como proteção adicional em caso de infiltração inimiga o sistema não tinha nenhum núcleo de sistema centralizado de modo que não podia ser desativado para paralisar as defesas.

## Aparições

### Cinema

#### O Exterminador do Futuro
No primeiro filme, Skynet é descrito como sendo um sistema de inteligência revolucionária artificial construída pela Cyberdyne Systems para o SAC - NORAD. De acordo com Kyle Reese, "Skynet, decidiu o nosso destino em um microssegundo: o extermínio." Ele causou uma guerra nuclear que destruiu a gigantesca maioria da população humana, e iniciou um programa de genocídio contra os sobreviventes.
Sob o comando de John Connor, a resistência humana virou a maré nas máquinas e, eventualmente, a Skynet perdeu a grade de defesa. Em um último esforço, Skynet enviou um andróide, o exterminador modelo T-800, para voltar no tempo até 1984 e matar a mãe de John Connor, Sarah, antes que ela dê a luz a John. Connor enviou de volta seu colega, um jovem chamado Kyle Reese para salvar Sarah. O andróide não foi bem sucedido em matar Sarah. Reese se apaixonou por Sarah e teve uma relação com ela, tornando-se pai de John.

#### O Exterminador do Futuro 2
Em Terminator 2, Skynet era um descendente direto de um microprocessador revolucionário inventado por Miles Bennett Dyson, um programador da Cyberdyne. A empresa começou a instalar esses processadores em equipamentos militares, tornando-se o principal fabricante de armas. Os militares adaptaram todos os seus sistemas de defesa contra mísseis e bombardeiros com tecnologia Cyberdyne, removendo eficazmente decisões humanas de defesa estratégica.
É revelado que o projeto de baseia-se na engenharia reversa da CPU danificada e do antebraço do T-800 retratado no filme anterior. O Exterminador do primeiro filme tinha sido esmagado por Sarah Connor em uma prensa hidráulica na fábrica Cyberdyne, e a CPU foi recuperada em grande parte intacta, mas não funcional.
Em Terminator 2: Judgment Day, o futuro foi alterado quando Sarah e John, juntamente com um segundo exterminador (este reprogramado e enviado pelo John Connor do futuro) invadiram a Cyberdyne Systems e conseguiram destruir a CPU e o antebraço, juntamente com a maioria das pesquisas que levariam ao desenvolvimento da Skynet.

#### O Exterminador do Futuro 3
Os eventos do Julgamento Final não foram impedidos, em última análise, apenas adiados. Após a destruição dos seus maiores trunfos, a Cyberdyne foi arruinada financeiramente, mas alguns de seus planos de investigação sobreviveram. A Força Aérea dos Estados Unidos comprou a empresa e a renomeou como "Cyber Research Systems Division" (CRS). Após dez anos de trabalho, a CRS tinha quase concluído a Skynet, um sistema de software projetado para criar novos veículos militares e fazer em tempo real, as decisões estratégicas, bem como proteger os sistemas de seu computador de ataques virais. Devido às necessidades de computação em massa e para protegê-la do ataque direto, a Skynet utilizou uma grande rede de computadores no qual seria quase impossível desativá-la completamente. Sem o conhecimento da CRS, a Skynet começou a se espalhar além de sua base original de computação através da Internet e de vários outros meios digitais de comunicação.
Antes do Dia do Julgamento Final, a Skynet tinha penetrado cada máquina em rede no mundo, causando problemas de funcionamento em tudo, desde escâneres de código de barras até sistemas de lançamento nuclear. Inicialmente acreditou-se que os problemas eram efeitos de um novo vírus. Quando a CRS tentou eliminar a infecção dos sistemas, a Skynet foi totalmente ativada e tomou o controle de vários robôs armados com metralhadoras nas instalações e os usou para matar todos os funcionários. John Connor e Kate Brewster tentaram atacar o núcleo do computador, esperando assim impedir o próximo ataque. Contudo, os dois falharam e a Skynet iniciou o bombardeio nuclear, iniciando assim o dia do julgamento final.

### TV

#### Terminator: The Sarah Connor Chronicles
Na série o "Exterminador do Futuro: Crônicas de Sarah Connor", no futuro John Connor vai liderar um guerra contra a Skynet, então ela (Sarah) e John tentam impedir sua construção. Junto com eles, Cameron (uma exterminadora) e Derek Reese, que voltaram do futuro também tentam impedir o desenvolvimento do sistema. Ao contrário do filme, na série a Skynet é construída por Andy Good, um vendedor de celulares que nas horas vagas constrói um computador para jogar xadrez que se desenvolve, Derek mata Andy (episódio 5) mas não adianta nada por que "O Turco" (nome do software antes de se tornar Skynet) foi roubado, então se envolvem em uma busca pelo software.